# Blackwater (Missouri)
Blackwater é uma cidade localizada no estado americano de Missouri, no Condado de Cooper.

## Demografia
Segundo o censo americano de 2000, a sua população era de 199 habitantes. 
Em 2006, foi estimada uma população de 198, um decréscimo de 1 (-0.5%).

## Geografia
De acordo com o United States Census Bureau tem uma área de 
0,8 km², dos quais 0,8 km² cobertos por terra e 0,0 km² cobertos por água.

## Localidades na vizinhança
O diagrama seguinte representa as localidades num raio de 24 km ao redor de Blackwater. 